# سيد مغربي
سيد مغربي ممثل مصري ولد بمدينة الاسكندرية في 9 أغسطس من عام 1929 وقد بدأ مسيرته الفنية في بداية الخمسينيات وهو ممثل كوميدي قام بعدة ادوار ثانوية في السينما المصرية حتى منتصف الستينيات ثم رحل إلى لبنان وعمل بالسينما اللبنانية حيث مثل وكتب قصة وسيناريو وحوار العديد من الأفلام ثم رحل مع عائلته إلى كندا حيث توفى هناك في 4 مارس من عام 2006. يمكن رؤيته في دور الجرسون فالح في فيلم «النمر» عام 1952 ودور خبير الآثار فؤاد مساعد المهندس احمد (كمال الشناوي) في الفيلم اللبناني «البدوية العاشقة» عام 1963.